# Hjärtasjöns skärgård
Hjärtasjöns skärgård är ett naturreservat i Askersunds kommun och Hallsbergs kommun i Örebro län.
Området är naturskyddat sedan 2015 och är 186 hektar stort. Reservatet omfattar öar och holmar i sjön Hjärtasjön På ön Hjärtaön finns blandskog med kärrmarker, åldriga granar och grov asp.